# Sedište i zatvor Specijalne policije u Beogradu
Sedište i zatvor Specijalne policije u Beogradu od 1941. — 1944. godine nalazilo se u petospratnoj zgradi na Obilićevom vencu 4, u kojoj je od kraja 1930-ih, bila smeštena Uprava grada Beograda (UGB).

## Istorija
Sedište kvislinške političke policije (pod novim zvaničnim nazivom: Specijalna policija),  nastalo je iz sedišta predratnog IV (antikomunističkog) odeljenja Opšte policije Uprave grada Beograda u Glavnjači po okončanju aprilskog rata. Pošto je stara zgrada Uprave grada Beograda, takozvana Glavnjača, oštećena u aprilskom bombardovanju, novoosnovana Specijalna policija, preseljenа je sredinom 1941. godine u zgradu na Obilićevom vencu 4, i u njoj je radila sve do oslobođenja Beograda oktobra 1944. godine. U njoj se nalazio i ozloglašeni zatvor „Mansarda“ (zatvor i u međuratnom periodu), koji je u prvo vreme  služio kao jedini zatvor za političke hapšenike.
  

Prema rečima Sergija Golubjeva, jednog od protagonista osnivanja Specijalne policije promenom naziva iz Opšte u Specijalnu policiju...
...hteo se naglasiti „specijalni značaj ove policije, koja je imala prvenstveni zadatak da se bori protiv komunističkog pokreta.
Specijalna policija je tako postala najbrojnije i najvažnije odeljenje policijskog nadleštva Beograd.
U istoj zgradi nalazili su se kabineti Dragomira Jovanovića, šefa svih policijskih organa u Beogradu, i njegovog pomoćnika Miodraga Đorđevića. Ove dve ličnosti od velikog poverenja nacističkog okupatora, imale su ključne uloge u sprovođenju represivnih mera nad stanovnicima Beograda i okoline koje nije bilo naklonjeno okupatoru
Najveći broj uhapšenika Specijalne policije nakon istražnog postupa u zatvor Specijalne policije prosleđeni su u Banjički logor (njih oko 4.076, mada broj nije konačan), dok je jedan deo ubijen u istražnom postupku (ili je izvršio samoubistvo). Nepoznat broj uhapšenika je pušten nakon istrage (u zamenu za velike sume novca koji je dobijan od porodica uhapšenika), dok je izvestan broj streljan, a da prethodno nije boravio u logoru na Banjici, jer je izveden iz zatvora na Oblićevom vencu i odveden direktno na gubilište u Jajincima.

### Razmeštaj
Specijalna policiji u zgradi na Obilićevom vencu 4. bila je razmeštena na trećem i četvrtom spratu, dok je na mansardi zgrade, bio jedan od dva zatvora Specijalne policije u Beogradu.
U zgradi su bili smešteni 
- U prizemlju —  Centralna prijavnica, u kojoj su overavana lična dokumenta.
- Na jednom od spratova — Administrativno odeljenje, Inspektorski odsek, policijska straža, Odeljenje za strance
- Na drugom spratu — Kabineti Dragomira Jovanovića, šefa svih policijskih organa u Beogradu, i kabinet njegovog pomoćnika  Miodraga Đorđevića.

## Ozloglašeni zatvor „Mansarda“
Isleđivanja i postupci sa uhapšenima u ovoj zgradi bili su veoma strogi,  a sprovođeni su  ozloglašenom zatvoru na poslednjem spratu zgrade zvanom  „Mansarda“, u kome je većina zatvorenika bila u lošem fizičkom stanju nakon isledničkog ispitivanja. Loš tretman imao je za cilj da što je moguće viđe zaplaši uhapšene kako bi odali poverljive informacije.
Zatvorenici su bili izolovani od spoljnog sveta, jedini kontakt imali su sa stražarima. U „Mansardi“ su bili strogo zabranjeni paketi sa hranom i jedino je za vreme praznika bilo dozvoljeno da se paketi predaju u prijavnici.

## Literatura
- Borković, Milan (1979a). Kvinsliška uprava u Srbiji 1941—1944 (knjiga 1). Beograd.
- Borković, Milan (1979b). Kvinsliška uprava u Srbiji 1941—1944 (knjiga 2). Beograd.
- Божовић, Бранислав; Стефановић, Младен (1985). Милан Аћимовић; Драги Јовановић ; Димитрије Љотић. Центар за информације и публицитет.
- Petranović, Branko (1992). Srbija u Drugom svetskom ratu 1939—1945. Beograd: Vojnoizdavački i novinski centar.

## Spoljašnje veze
- Mračne tačke glavnog grada Novosti onlajn 8. oktobar 2014.